# Ничья любовь
Ничья любовь (исп. Amor de nadie) — мексиканская 199-серийная мелодрама с элементами драмы 1990 года производства Televisa. Семикратный номинант на премию TVyNovelas, однако ни одна из них ни увенчалась успехом. По сообщению журнала People en Español, телесериал был признан незабываемым.

## Сюжет
София родилась в бедном шахтёрском городе в бедной семье. Из-за нахождения за чертой бедности, её мать ведёт себя со своей дочерью очень плохо. Выходом из сложившиеся ситуации она посчитала успехи в учёбе и последующей карьере. Добившись своего, она влюбляется в Луиса, но тот пострадал в автокатастрофе. София стала известным мексиканским дизайнером, но Вера завидовала своей сопернице и всячески хотела ей насолить.

## Создатели телесериала

### В ролях
- Лусия Мендес — София Эрнандес
- Сауль Лисасо — Луис
- Бертин Осборн — Оскар Нарваес
- Фернандо Альенде — Гильермо Сантиэстебан
- Хоакин Кордеро — Рауль Сантиэстебан
- Сусана Алехандер — Хульета де Сантиэстебан
- Фернандо Саэнс — Эдмундо
- Алехандра Мальдонадо — Вера
- Лупита Лара — Амелия
- Ирма Лосано — Бетти
- Херман Роблес — Велармино
- Ракель Морель — Хильда Санд
- Маргарита Санс — Маргарита «Магги» Сантиэстебан
- Анна Сильветти — Нэнси
- Элисабет Катс — Иветте
- Моника Мигель — Сокорро Эрнандес
- Хосе Элиас Морено-мл. — Хорхе
- Патрисия Перейра — Сабрина
- Росарио Суньига — Марселина
- Арсенио Кампос — Хесус
- Барбара Корсега — Эмма
- Магда Карина — Элиса Эрнандес
- Хавьер Руан — Ренато Молинари
- Оливия Бусио — Лена
- Херардо Мургиа — Хайме
- Мигель Писарро — Пабло Эрнандес
- Аурора Алонсо — Теренсия
- Росенда Берналь — Эванхелина
- Хосе Мария Торре — Рикардо «Риче» Сантиэстебан
- Мими — Перла
- Иоланда Вентура — Астрид
- Глория Морель — Хульета
- Алисия Монтойя — Анна
- Патрисия Мартинес — Сенаида
- Сесар Балькасар — Федерико
- Роберто Бландон — Карлос
- Ада Карраско — Кони
- Аурора Клавель — Берта
- Луча Морено — Альмендра
- Анхелина Пелаэс — Чана
- Луис Кутюрье — Густаво
- Фернандо Касанова — Альберто
- Марио Гарсия Гонсалес — Рамирес
- Надия Оро Олива — Марие
- Лили Инклан — Адриана
- Хосе Хуан — Коронель
- Родольфо Ланда — Серхио
- Серхио Басаньес — Марио
- Артуро Лорка — Пепе
- Исабель Мартинес Тарабилья — Лауреана
- Берта Мосс — Виктория
- Адальберто Парра — Бальтасар
- Ана Мария Агирре — Лила
- Моника Прадо — Синтия
- Тео Тапия — Рамиро
- Бланка Торрес — Санта
- Луис Алькарас-младший — Феликс
- Роберто Бонет — Родольфо
- Рауль Исагирре — Эдуардо
- Мария Марин — Офелия
- Исмаэль Ларумбе-младший — Роман Эрнандес
- Родольфо де Алехандре — Касимиро
- Анхелес Браво — Пилар
- Кокин Ли — Cristóbal
- Хайме Хименес Понс — Роберто
- Карла Талавера — София (в детстве)
- Хесус Исраиль — Эдмундо (в детстве)
- Эктор Понс — Пабло (в детстве)
- Фернандо Леаль — Роман (в детстве)
- Флор Мариана — Эмма (в детстве)/Лили
- Луис Альфредо Родригес — Ричи (в возрасти пяти лет)
- Освальдо Сильва

### Административная группа
- оригинальный текст : Эрик Вонн
- либретто : Марсия дель Рио
- сценография : Дарио Ранхель
- монтажёр-постановщик : Макс Арройо
- музыкальная тема заставки : Amor de nadie
- композиторы : Хосе Рамон Флорес, Мигель Бласко
- вокал : Лусия Мендес
- художники по костюмам : Чарли Браун, Франсиско Пачеко, Маргарита Меоичи
- начальник производства : Гильермо Гутьеррес
- координатор производства : Диана Аранда
- ассоциированный продюсер : Артуро Лорка
- директор съёмочной группы : Исабель Басурто
- ассистент режиссёра : Моника Мигель
- оператор-постановщик : Алехандро Фрутос Маса
- режиссёр-постановщик : Мигель Корсега
- продюсер : Карла Эстрада